# Сахл
Сахл (Sahl, Sahel) — газоконденсатне родовище у Лівії в басейні Сирт.

## Загальна характеристика
Знаходиться за 115 км на південний схід від розташованого на узбережжі міста Марса-ель-Брега (де є завод із зрідження природного газу Брега ЗПГ), та за 10 кілометрів на схід від газового родовища Ассумуд.
Родовище відкрили у відкладеннях карбонатів верхньої крейди.
Геологічні запаси газу родовища оцінювались у 43 млрд м3.

## Розробка
Введення Сахл в експлуатацію припало на 1990 рік, при цьому облаштовані тут потужності були розраховані на 2 млн м3 газу на добу.
Станом на 2005 рік накопичений видобуток становив біля 3 млрд м3.
Видачу продукції організували по трубопроводу Сахл – Нассер–Марса-Брега.
Сахл сильно постраждало під час громадянського конфлікту 2011 року, пов'язаного з поваленням Муамара Каддафі. Повторне введення родовища в експлуатацію відбулось у червні 2012-го. Ще однією проблемою, з якою надалі стикнулась розробка, стали протести місцевих мешканців, які блокували роботу вимагаючи прийняти їх у якості охоронців (2015 рік).